# Lachnaia sexpunctata
Lachnaia sexpunctata је врста тврдокрилца из породице буба листара (Chrysomelidae).

## Опис
Инсект је дуг 9–13 mm. Покрилца су загаситожута, ређе наранџаста, са 6 црних пега. Глава, пронотум и ноге су црни, са беличастим длачицама.

## Распрострањење
Живи у Европи изузев Иберијског полуострва, Британских острва и Скандинавије. Има је у целој Србији.